# Boeing X-20 Dyna-Soar
L'X-20 Dyna-Soar ("Dynamic Soarer") fu un programma della United States Air Force (USAF) di sviluppo di uno spazioplano che potesse essere utilizzato per una grande varietà di missioni militari, inclusi la ricognizione, il bombardamento, il soccorso spaziale, la riparazione dei satelliti, e il sabotaggio dei satelliti nemici.
Il progetto fu portato avanti dal 24 ottobre 1957 al 10 dicembre 1963, per una spesa di 660 milioni di dollari dell'epoca, e venne cancellato poco prima che la costruzione del primo prototipo avesse inizio.

## Storia del progetto
L'origine dello sviluppo del Dyna Soar è da ricercare nel Silbervogel di Eugen Sänger, il progetto di un bombardiere tedesco durante la seconda guerra mondiale. Il progetto era di creare un bombardiere spinto da razzi, in grado di volare su lunghissime distanze, veleggiando verso il bersaglio dopo essere stato spinto a grandi velocità (>5,5 km/s) e a grandi altitudini (50–150 km) dagli stessi motori degli A-4 o A-9.
Dei motori a razzo avrebbero dovuto posizionare il velivolo in una traiettoria esosferica simile a quella di un missile balistico intercontinentale per poi staccarsi. Successivamente, al momento del rientro nell'atmosfera, il velivolo non avrebbe effettuato una normale procedura di rientro con progressiva diminuzione della velocità e atterraggio. Avrebbe invece usato le sue ali e parte della sua velocità per generare portanza, per spingersi nuovamente verso lo spazio.
Tutto questo sarebbe stato ripetuto più volte fino a che la velocità non fosse troppo diminuita, e il pilota costretto ad atterrare. Questo uso del "rimbalzo" ipersonico atmosferico avrebbe potuto estendere di molto il raggio d'azione dell'aereo, rispetto alla "normale" traiettoria balistica.
Tale sistema poteva rendere l'aereo in grado di colpire virtualmente qualsiasi punto nel mondo (per cui era chiamato anche "bombardiere antipodale"), a velocità ipersoniche, sarebbe stato molto difficile da intercettare; inoltre l'aereo stesso era piccolo e poco armato, in confronto ad un tipico bombardiere pesante. In aggiunta, essendo di fatto un aliante mosso da motori a razzo, l'aereo poteva essere recuperato, se usato come bombardiere guidato, o non recuperato se usato come missile non-guidato.
Dopo la seconda guerra mondiale, molti scienziati tedeschi vennero portati negli Stati Uniti e impiegati nell'operazione Paperclip dell'Office of Strategic Services (OSS). Tra di loro c'era il dottor Walter Dornberger, all'epoca il capo del programma di ricerca missilistica della Germania nazista, che aveva una profonda conoscenza del progetto del Silbervogel. Lavorando con la Bell, egli cercò di creare interesse in un progetto simile nella USAF, e altrove. Questo portò la USAF a richiedere una serie di studi di fattibilità e di progettazione — portati avanti da Bell, Boeing, Convair, Douglas, Martin, North American, Republic, e Lockheed —  di veleggiatori con propulsione a razzo durante i primi anni 50:
- Bomi (Bombardiere missilistico);
- Hywards (HYpersonic Weapons Research and Development Supporting system) (Sistema ipersonico di ricerca d'arma e con possibilità di ulteriore sviluppo)
- Brass Bell, veicolo da ricognizione;
- "Robo", bombardiere a razzo.

## Tecnica
Altre navette spaziali sotto sviluppo in quel periodo, come i Mercury o Vostok, erano basate su capsule spaziali che rientravano nell'atmosfera in maniera balistica. Il Dyna-Soar era molto simile a quello che sarebbe stato poi lo Space Shuttle: non solo poteva raggiungere la velocità e l'autonomia di un  missile balistico intercontinentale, ma era progettato per planare sulla Terra come un normale aeroplano sotto il controllo del pilota. Sarebbe atterrato in un aeroporto, invece che per semplice caduta e apertura del paracadute. Il Dyna-Soar poteva raggiungere l'orbita terrestre, come il Mercury o Gemini. Questo fece del Dyna-Soar un progetto molto più avanzato rispetto ad altri di quel periodo per quanto riguarda il volo umano nello spazio. Una impresa molto diversa dal portare semplicemente uno o due uomini nello spazio. Le informazioni raccolte durante il programma X-20 sarebbero servite più avanti nella progettazione dello Space Shuttle. Come il più grande Shuttle sarebbe stato spinto in orbita da grandi razzi, e nel progetto definitivo avrebbe anche avuto ali a delta per gli atterraggi controllati, ma non volò mai a causa della cancellazione del programma.